# James Jose Rowley
James Jose Rowley (1908 - 1992) foi um administrador dos Estados Unidos. Serviu como director dos Serviços Secretos americanos entre 1961 e 1973, sob os Presidentes Kennedy, Johnson e Nixon.
Rowley tinha de facto estado a trabalhar para os serviços secretos desde a administração Roosevelt, após entrar para o FBI em 1936 e depois mudando-se para os Serviços Secretos em 1938, tornando-se Director em 1961.